# 李桥回族镇
李桥回族镇，是中华人民共和国河南省驻马店市新蔡县下辖的一个乡镇级行政单位。

## 行政区划
李桥回族镇下辖以下地区：
李桥村、石庄村、常老庄村、大李庄村、狮子口村、周庄村、夏庄村、大郭庄村、葛陵村和常湾村。